# 维拉尼耶尔
维拉尼耶尔（法語：Villanière，法語發音：[vilanjɛʁ] ⓘ）是法国奥德省的一个市镇，位于该省北部，属于卡尔卡松区。

## 地理
维拉尼耶尔（43°20'31"N, 2°21'39"E）面积7.04 平方千米，位于法国奧克西塔尼大區奥德省，该省份为法国南部沿海省份，北起塔恩省，西北接上加龙省，西接阿列日省，南至东比利牛斯省，东临地中海，东北与埃罗省接壤。
与维拉尼耶尔接壤的市镇（或旧市镇、城区）包括：科德布龙德、莱西耶、拉斯图尔、米拉瓦勒卡巴代斯、萨尔西涅、维拉尔多内勒。

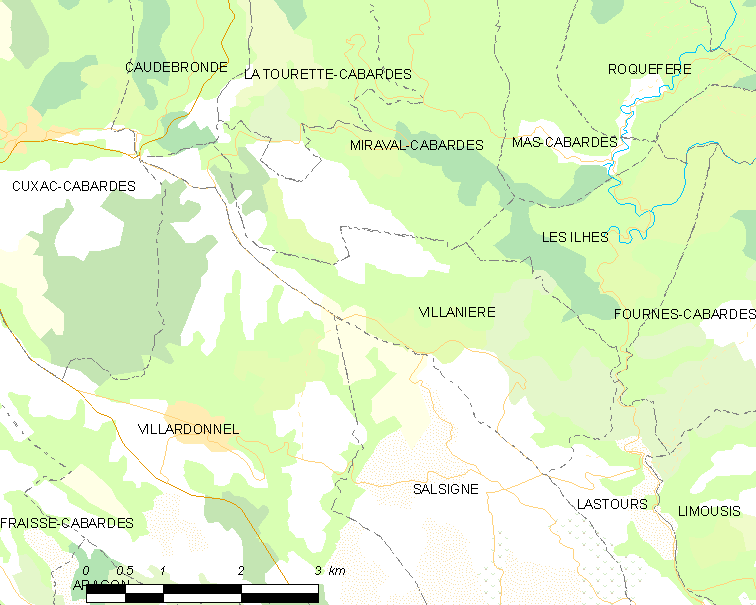
维拉尼耶尔的OSM定位图

维拉尼耶尔的时区为UTC+01:00、UTC+02:00（夏令时）。

## 行政
维拉尼耶尔的邮政编码为11600，INSEE市镇编码为11411。

## 政治
维拉尼耶尔所属的省级选区为奥尔比耶勒河谷县。

## 人口

1962-2008年间维拉尼耶尔人口变化图示

维拉尼耶尔于2022年1月1日时的人口数量为147人。